# الخطوط الجوية الماليزية الرحلة 124
الخطوط الجوية الماليزية الرحلة 124 طائرة بوينغ 777-2H6ER كانت تحمل علي متنها 250 راكبا و15 من أفراد الطاقم في رحلة طيران من بيرث إلي كوالالمبور في 1 أغسطس 2005 وبعد نصف ساعة من الإقلاع علي بعد 36 كم شمالي غرب بيرث كان كمبيوتر الطائرة الخاصة الطيار الإلي عانت عطل إلكتروني خطير عندما أرتفعت بشكل خطير وقد فصل طيار ومساعد الرحلة الطيار الآلي وقرر الطيار والمساعد أول العودة إلي بيرث بسرعة 350 كم/س وهبط الطاقم بسلام ونجا جميع الركاب والطاقم البالغ 265 شخصا بدون خدش بسيط.